# Roman Fischer (calciatore)
Roman Fischer (24 marzo 1983) è un calciatore ceco, centrocampista e capitano del FC Hradec Králové.